# 2940 Bacon
2940 Bacon este un asteroid din centura principală, descoperit pe 24 septembrie 1960, de PLS.